# Liste der Stolpersteine in Birlenbach
Die Liste der Stolpersteine in Birlenbach enthält alle Stolpersteine, die im Rahmen des gleichnamigen Projekts von Gunter Demnig in Birlenbach verlegt wurden. Mit ihnen soll an Opfer des Nationalsozialismus erinnert werden, die in Birlenbach lebten und wirkten.

## Verlegte Stolpersteine
| Bild | Person, Inschrift | Adresse          | Verlege- datum | weitere Informationen |
| ---- | --- | ---------------- | -------------- | --------------------- |
|      | Hauptstr. 13 wohnte Abraham Löbensberg Jg. 1870 Berufsverbot 1935 1935 misshandelt von Hitlerjugend Zwangsumzug 1936 Tot 8.2.1937     | Hauptstraße 13 · | 5. Mai 2022    |                       |
|      | Hauptstr. 13 wohnte Horst Löbensberg Jg. 1931 Zwangsumzug 1936 Frankfurt/M. Flucht 1938 USA                                           | Hauptstraße 13 · | 5. Mai 2022    |                       |
|      | Hauptstr. 13 wohnte Hugo Löbensberg Jg. 1899 gedemütigt / misshandelt Berufsverbot 1935 Zwangsumzug 1936 Frankfurt/M. Flucht 1938 USA | Hauptstraße 13 · | 5. Mai 2022    |                       |
|      | Hauptstr. 13 wohnte Lina Löbensberg Jg. 1887 Zwangsumzug 1936 Frankfurt/M. Flucht 1940 USA                                            | Hauptstraße 13 · | 5. Mai 2022    |                       |
|      | Hauptstr. 13 wohnte Norbert Löbensberg Jg. 1923 ausgegrenzt / misshandelt Zwangsumzug 1936 Frankfurt/M. Flucht 1940 USA               | Hauptstraße 13 · | 5. Mai 2022    |                       |
|      | Hauptstr. 13 wohnte Rosalie Löbensberg geb. Levi Jg. 1909 Zwangsumzug 1936 Frankfurt/M. Flucht 1938 USA                               | Hauptstraße 13 · | 5. Mai 2022    |                       |